# 澳門社會福利

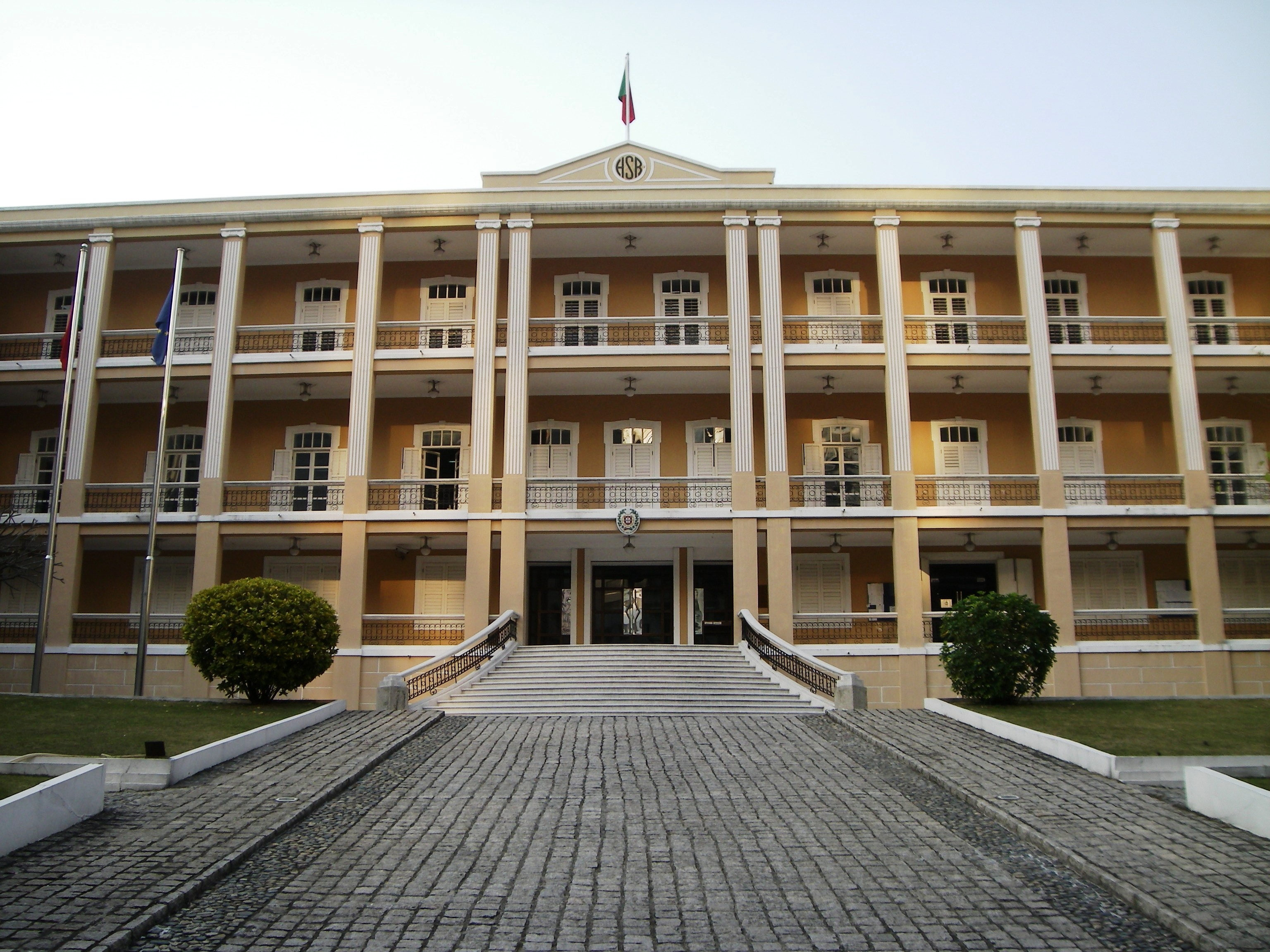
聖辣非醫院大樓（現為葡萄牙駐港澳總領事館）

澳門社會福利是描述澳門的社會福利服務和制度；澳門的社會福利多由民間機構興辦，澳門政府的社會福利機構、社會福利政策及資助則起了推動作用。
民間福利機構主要由社團和宗教團體開辦，提供廣泛的服務範圍，亦包括經濟援助和輔導服務等。經費除來自政府資助外，也來自熱心人士的捐款；而《澳門日報》讀者公益基金會每年舉行的公益金百萬行，亦吸引不少人參與活動及捐出善款，為澳門社會福利事業提供資助來源。

## 發展

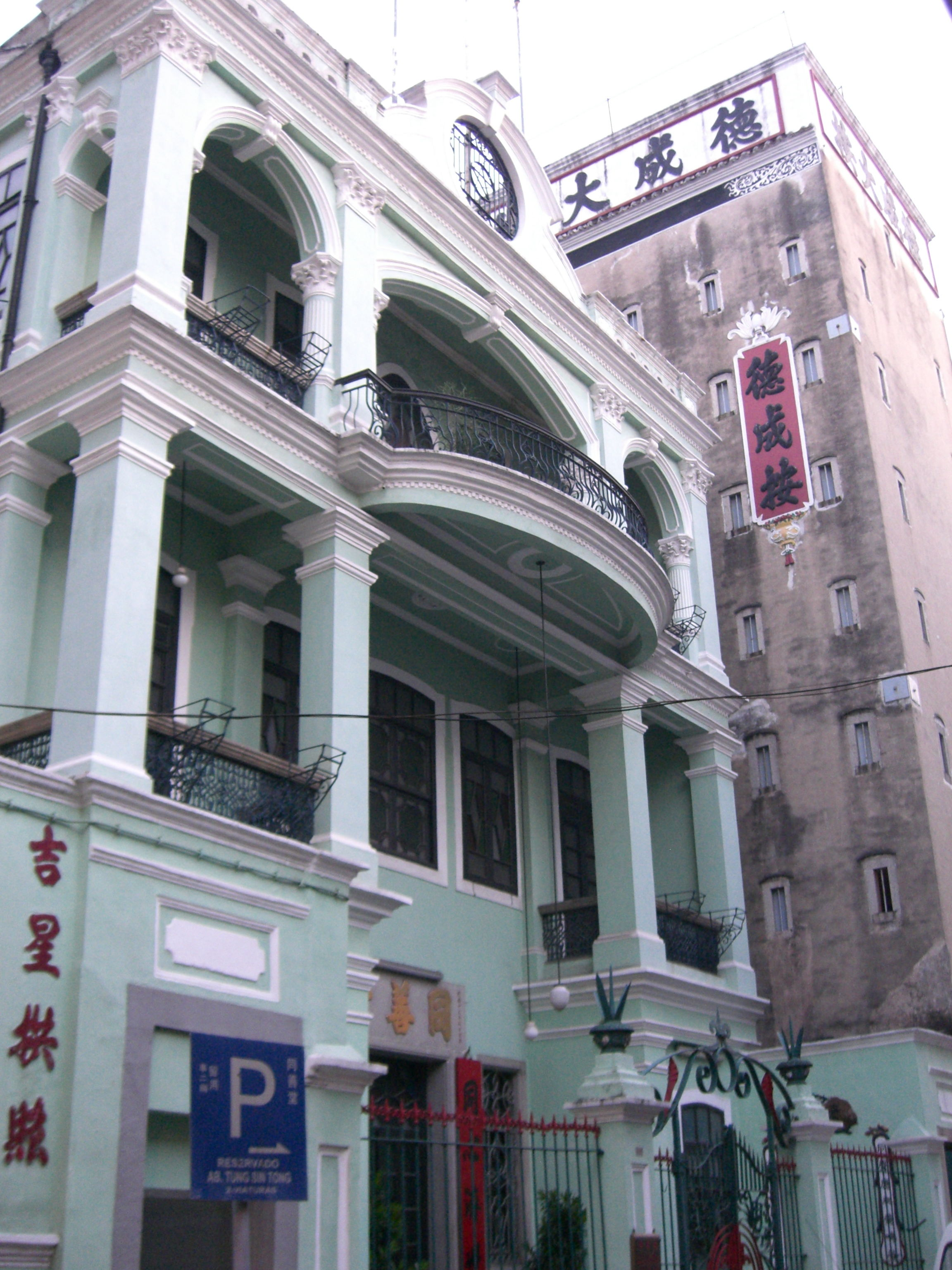
同善堂診所

1569年，天主教澳門教區首任主教賈耐勞創辦澳門最早的慈善機構──仁慈堂，開設醫院、育嬰堂、痳風病院、老人院、孤兒院等服務設施。隨後陸續創立的，有鏡湖醫院慈善會、同善堂等民間慈善機構。早期澳門的社會福利主流為民間機構。
政府改組部門架構並成立「公共救濟總會」，為市民提供覆蓋面更廣的救濟服務。在60、70年代澳門經濟騰飛，政府便加大對社會福利的投入；1960年，公共救濟總會重組為「公共救濟處」，同時推行澳門社會服務設施的建設，行政當局還致力於興建社會經濟房屋。70年代後期，平民大廈和經濟房屋開始興建，改善了居民的居住環境。「公共救濟處」在1967年改稱「社會救濟處」，加強對盲人及聾啞人士提供教育和康復服務、協助戒酒、戒毒和解決其他社會問題。1980年「社會救濟處」重組，並正式命名為「社會工作司」（亦即澳門回歸後的「社會工作局」）。
| 社會工作局投放於社會服務範圍的費用 | 社會工作局投放於社會服務範圍的費用 |
| 年份                               | 金額                               |
| ---------------------------------- | ---------------------------------- |
| 2002年                             | 1.8億                              |
| 2003年                             | 1.9億                              |
| 2004年                             | 2.1億                              |
| 2005年                             | 2.9億                              |
| 2006年                             | 4.01億                             |
| 2007年                             | 4.46億                             |